# الدوري المغربي لكرة القدم 1994–95
الدوري المغربي لكرة القدم 1994-1995 هو الموسم 39 من البطولة الوطنية المغربية لكرة القدم . يتنافس خلاله 16 من أفضل الأندية الوطنية المغربية.توج بهذا الموسم فريق النادي المكناسي .